# Saint-Front-de-Pradoux
Saint-Front-de-Pradoux là một xã, nằm ở tỉnh Dordogne vùng Aquitaine của Pháp. Xã này có diện tích 9,01 kilômét vuông, dân số năm 2006 là 1032 người. Xã nằm ở khu vực có độ cao trung bình 50 m trên mực nước biển.

## Hành chính
| Danh sách các xã trưởng                |             |                      |      |         |
| Giai đoạn                              | Giai đoạn   | Tên                  | Đảng | Tư cách |
| ?                                      | ?           | Francis Pralong      | -    | -       |
| 1995                                   | đương nhiệm | Marie-Andrée Béchaud | PS   | -       |
| Tất cả các dữ liệu trước đây không rõ. |             |                      |      |         |

## Thông tin nhân khẩu
| Năm    | 1962 | 1968 | 1975 | 1982 | 1990  | 1999 | 2006  |
| ------ | ---- | ---- | ---- | ---- | ----- | ---- | ----- |
| Dân số | 722  | 785  | 910  | 981  | 1 000 | 929  | 1 032 |